# Nadege Herrera
Nadege Elena Herrera Vásquez (nacida el 17 de noviembre de 1986) es una modelo panameña y ganadora de concursos de belleza. 

## Biografía

### Concurso de Belleza
Su carrera comenzó en 2004 cuando, a los 17 años, se unió a la etapa de Panamá del concurso Ford Supermodel of the World, llamado "Chica y Chico Modelo". Después de esta competencia, Nadege ganó el "World Casting Tour" celebrado ese mismo año, ganando un contrato de 10.000 dólares con la agencia de modelos Wilhelmina en Nueva York.Su experiencia como modelo la ayudó a conseguir algunas de las campañas publicitarias y editoriales más importantes de Panamá, convirtiéndola en una de las modelos más populares del país, tanto en pasarela como en fotografía. En 2005 viajó a Hong Kong para competir en el concurso Miss Modelo del Mundo.  También ha ganado un pequeño certamen realizado en Ecuador.En 2007, Herrera fue seleccionada como finalista del reality show Supermodelo Centroamérica, conducido por la top model costarricense, ex Miss Asia Pacífico Internacional y Miss Mundo Costa Rica, Leonora Jiménez . A su regreso a Panamá continuó trabajando como modelo de pasarela y estampados. En marzo de 2009 se unió al certamen Realmente Bella Señorita Panamá, donde ganó el título de Miss Panamá Mundo, lo que le dio la oportunidad de competir en Miss Mundo.Herrera representó a Panamá en el certamen Miss Mundo 2009 celebrado el 12 de diciembre de 2009 en Johannesburgo, Sudáfrica, donde se ubicó entre las 7 finalistas principales,  terminando como quinta finalista detrás de Kaiane Aldorino de Gibraltar.

### Televisión
También fue conductora de TV en Panamá Telémetro donde presentó el programa La Rueda de La Fortuna con Rasiel Rodríguez y posteriormente con Jorge Herrera. Ahora es conductora del programa Kosmetika de TVN también de la ex Miss Panamá Anyoli Abrego.